# Bahnhof Kętrzyn

Der Bahnhof Kętrzyn (deutsch Rastenburg) ist der Bahnhof der Stadt Kętrzyn, einer Kreisstadt in der polnischen Woiwodschaft Ermland-Masuren.

## Geschichte
Mit der Eröffnung der Bahnstrecke von Białystok nach Bartenstein wurde am 1. November 1867 die ostpreußische Stadt Rastenburg an das Bahnnetz angeschlossen. Ein Jahr später wurde diese Strecke nach Lyck verlängert und 1907 eine Verbindung nach Angerburg in Betrieb genommen.

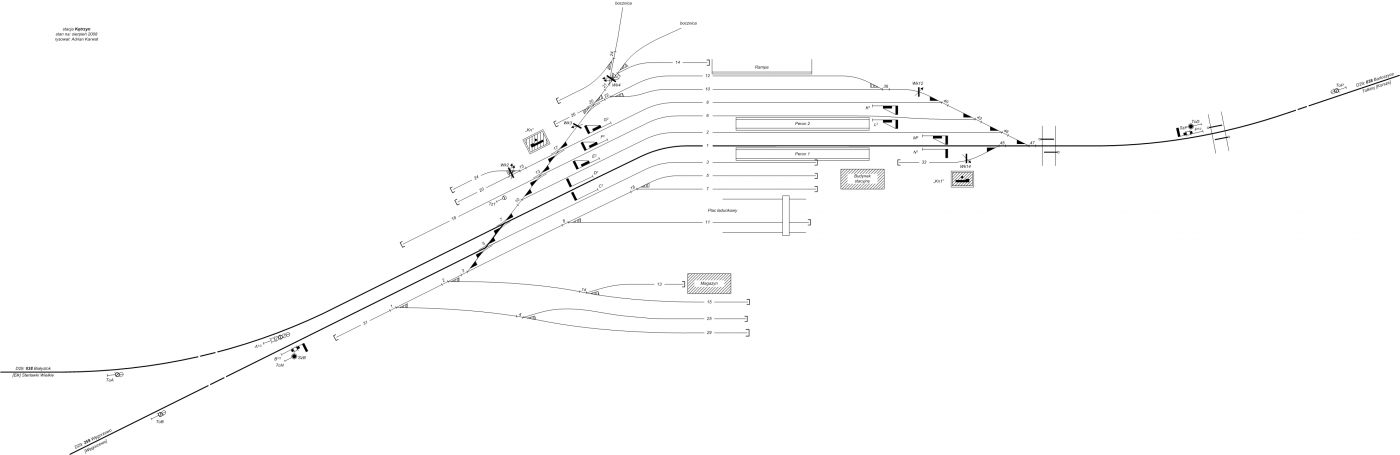
Bahnhofsplan Kętrzyn

Der Bahnhof verfügte über fünf Hauptgleise, von denen Gleis 3 am Hausbahnsteig nur in Richtung Angerburg führte.
Dazu kamen Anschlussgleise, die auf den Ladehof, zu den Lagerhallen und verschiedenen Rampen führten. In Richtung Białystok wurde ein kleines Bahnbetriebswerk mit Drehscheibe und einem Ringschuppen errichtet.
1945, nach dem Ende des Zweiten Weltkrieges, fiel die Stadt Rastenburg an Polen und wurde Rastembork genannt. Am 7. Mai 1946 wählten die Polen nach Wojciech Kętrzyński die neue Bezeichnung Kętrzyn für die Stadt. In Folge dieser Umbenennung wurde der Bahnhof am 1. September 1946 ebenfalls Kętrzyn genannt.
Mit der Einstellung des Personenverkehrs am 1. Mai 1992 nach Węgorzewo (deutsch Angerburg) wurde das Gleis 3 vor dem Bahnhofsgebäude unterbrochen. Die Personenzüge fahren im Normalbetrieb von Gleis 1 ab.
Die Zugbewegungen werden von zwei Stellwerken gesteuert, Kn aus Richtung Giżycko und Kn1 aus Richtung Korsze. Der Bahnhof ist vollständig mit mechanischen Signalen ausgestattet.

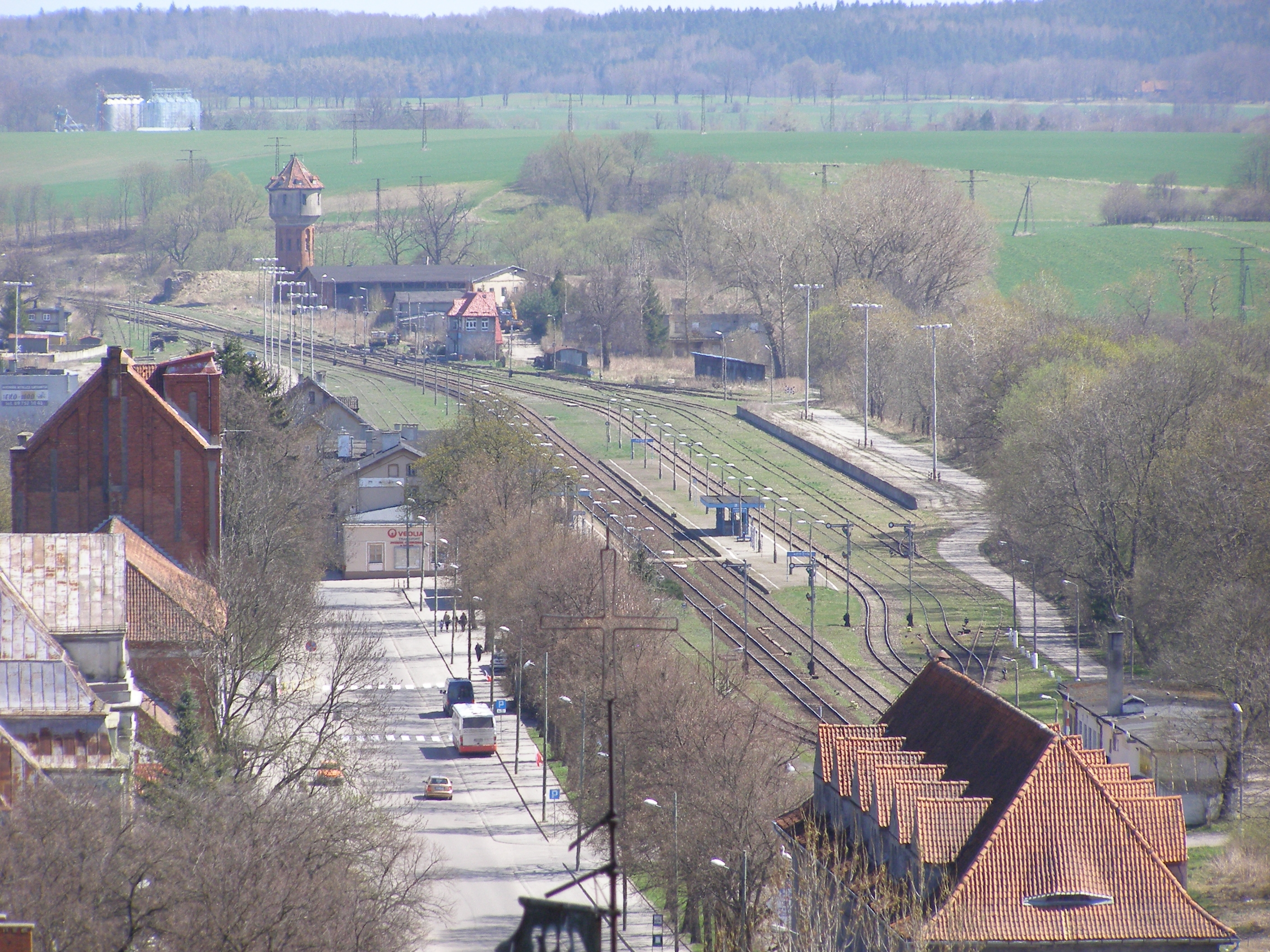
Luftaufnahme des Bahnhofes, links neben dem Wasserturm sind die Reste der Überführung der Rastenburger Kleinbahnen zu sehen

Vor dem Bahnhof sind zahlreiche Bushaltestellen für die Linienbusse in die Region sowie für die beiden Stadtbuslinien.
2013 übernahm die Stadt das Empfangsgebäude von den Polnischen Staatsbahnen PKP, 2014 wurde mit umfangreichen Renovierungsarbeiten begonnen. Die Arbeiten werden mit rund drei Millionen Złoty veranschlagt, sie sollten bis zum 10. November 2014 abgeschlossen sein.